# Mornas
Pour les articles homonymes, voir Mornas (homonymie).
Mornas [mɔʁnas] est une commune française située dans le département de Vaucluse, en région Provence-Alpes-Côte d'Azur.

## Géographie

### Localisation
La commune est située au nord-ouest du département de Vaucluse, entre les communes de Piolenc au sud, Mondragon au nord, Uchaux à l'est et en limite à l'ouest avec le département du Gard, par delà le Rhône.
|                                       | Mondragon |         |
| Vénéjan Gard Le Rhône                 | Mornas    | Uchaux  |
| Saint-Etienne-des-Sorts Gard Le Rhône |           | Piolenc |

### Accès

Jour de rentrée de vacances, sur l'A7, au niveau de Mornas.

La commune est située sur le lieu de passage de plusieurs axes de communication : l'autoroute A7 (qui passe très près des habitations), la N7, une voie ferrée ainsi qu'une ligne TGV à proximité.
Une aire de service est d'ailleurs installée de part et d’autre de cette autoroute, sur le territoire communal. Il s'agit de l'aire de Mornas-les Adrets (sens Marseille-Lyon) et de l'aire de Mornas-Village (sens Lyon-Marseille).

### Relief et géologie
Le relief au centre et au nord est principalement composé de petits massifs calcaires, alors que l'on retrouve à l'est des petits plans et vallonnements boisés.
Deux iles sur le Rhône : ile de Salignon et ile des Brotteaux.

### Sismicité
Les cantons de Bonnieux, Apt, Cadenet, Cavaillon, et Pertuis sont classés en zone Ib (risque faible). Tous les autres cantons du département de Vaucluse sont classés en zone Ia (risque très faible). Ce zonage correspond à une sismicité ne se traduisant qu'exceptionnellement par la destruction de bâtiments.

### Hydrographie
Le Rhône passe à l'ouest de la commune, en bordure.

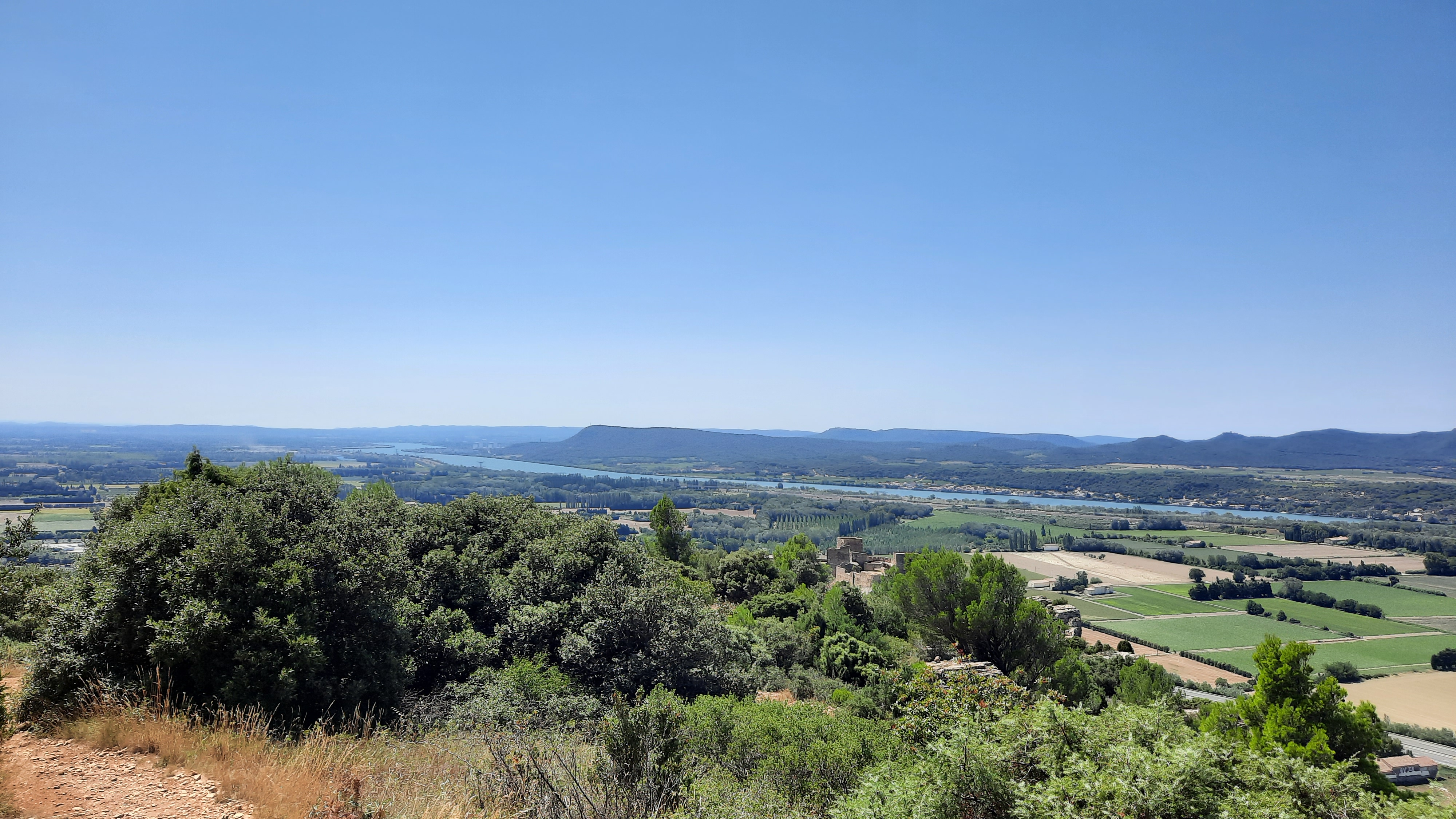
Vue sur la vallée du Rhône depuis les hauteurs de Mornas.

### Climat
Pour des articles plus généraux, voir Climat de Provence-Alpes-Côte d'Azur et Climat de Vaucluse.
En 2010, le climat de la commune est de type climat méditerranéen franc, selon une étude du Centre national de la recherche scientifique s'appuyant sur une série de données couvrant la période 1971-2000. En 2020, Météo-France publie une typologie des climats de la France métropolitaine dans laquelle la commune est exposée à un climat méditerranéen et est dans la région climatique  Provence, Languedoc-Roussillon, caractérisée par une pluviométrie faible en été, un très bon ensoleillement (2 600 h/an), un été chaud (21,5 °C), un air très sec en été, sec en toutes saisons, des vents forts (fréquence de 40 à 50 % de vents > 5 m/s) et peu de brouillards.
Pour la période 1971-2000, la température annuelle moyenne est de 13,8 °C, avec une amplitude thermique annuelle de 17,8 °C. Le cumul annuel moyen de précipitations est de 760 mm, avec 5,9 jours de précipitations en janvier et 3,1 jours en juillet. Pour la période 1991-2020, la température moyenne annuelle observée sur la station météorologique de Météo-France la plus proche, « Chusclan », sur la commune de Chusclan à 7 km à vol d'oiseau, est de 15,3 °C et le cumul annuel moyen de précipitations est de 750,2 mm. 
La température maximale relevée sur cette station est de 43,1 °C, atteinte le 12 août 2003 ; la température minimale est de −7,8 °C, atteinte le 2 janvier 2002,,.
Les paramètres climatiques de la commune ont été estimés pour le milieu du siècle (2041-2070) selon différents scénarios d'émission de gaz à effet de serre à partir des nouvelles projections climatiques de référence DRIAS-2020. Ils sont consultables sur un site dédié publié par Météo-France en novembre 2022.

## Urbanisme

### Typologie
Au 1er janvier 2024, Mornas est catégorisée commune rurale à habitat dispersé, selon la nouvelle grille communale de densité à sept niveaux définie par l'Insee en 2022.
Elle appartient à l'unité urbaine de Piolenc, une agglomération intra-départementale regroupant deux  communes, dont elle est une commune de la banlieue,,. Par ailleurs la commune fait partie de l'aire d'attraction d'Orange, dont elle est une commune de la couronne,. Cette aire, qui regroupe 10 communes, est catégorisée dans les aires de 50 000 à moins de 200 000 habitants,.

### Occupation des sols
L'occupation des sols de la commune, telle qu'elle ressort de la base de données européenne d’occupation biophysique des sols Corine Land Cover (CLC), est marquée par l'importance des forêts et milieux semi-naturels (47 % en 2018), une proportion sensiblement équivalente à celle de 1990 (47,6 %). La répartition détaillée en 2018 est la suivante : 
forêts (37,3 %), zones agricoles hétérogènes (30,4 %), milieux à végétation arbustive et/ou herbacée (9,7 %), cultures permanentes (6,8 %), terres arables (6,3 %), zones urbanisées (5,7 %), eaux continentales (3,7 %). L'évolution de l’occupation des sols de la commune et de ses infrastructures peut être observée sur les différentes représentations cartographiques du territoire : la carte de Cassini (XVIIIe siècle), la carte d'état-major (1820-1866) et les cartes ou photos aériennes de l'IGN pour la période actuelle (1950 à aujourd'hui).

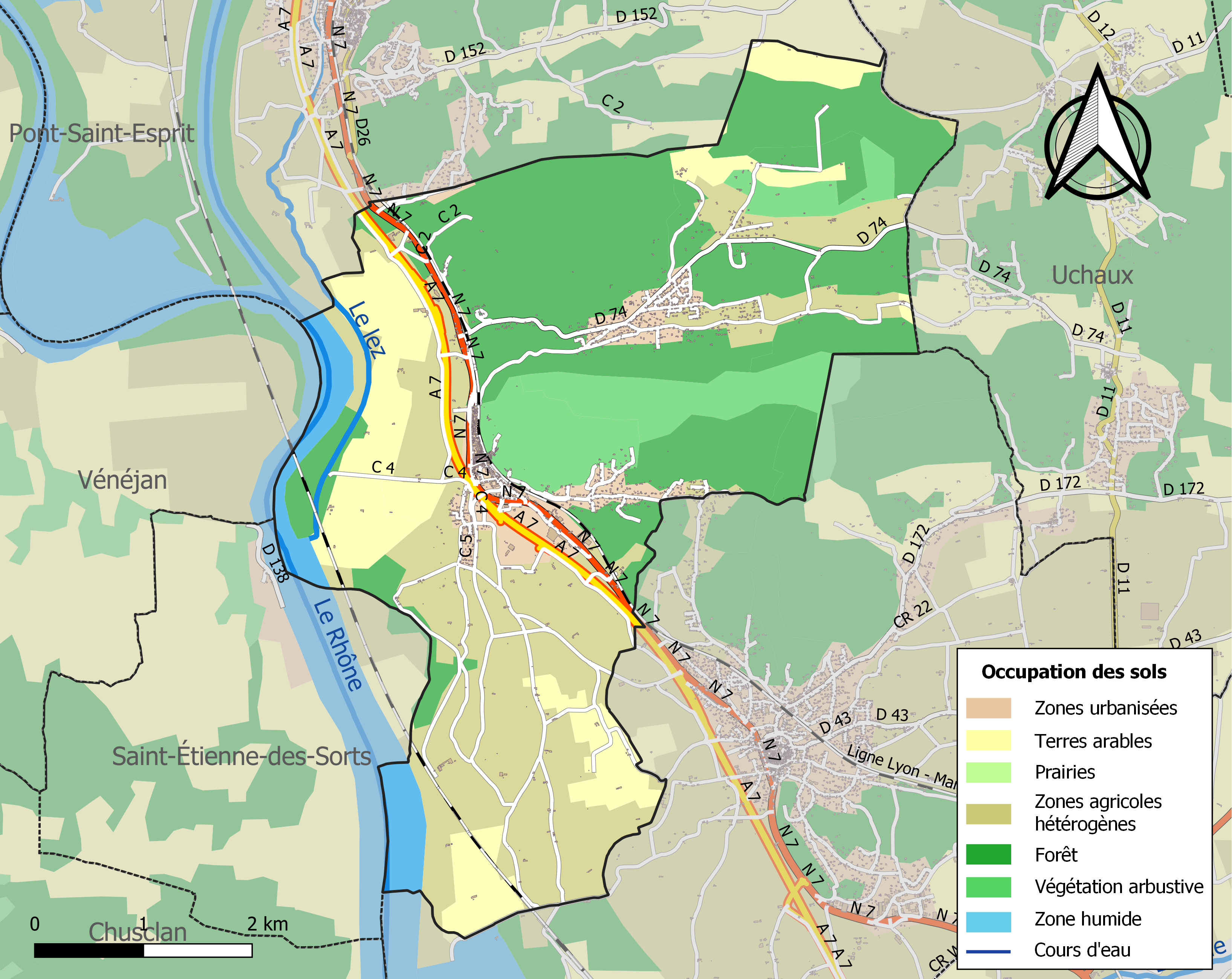
Carte des infrastructures et de l'occupation des sols de la commune en 2018 (CLC).

## Histoire

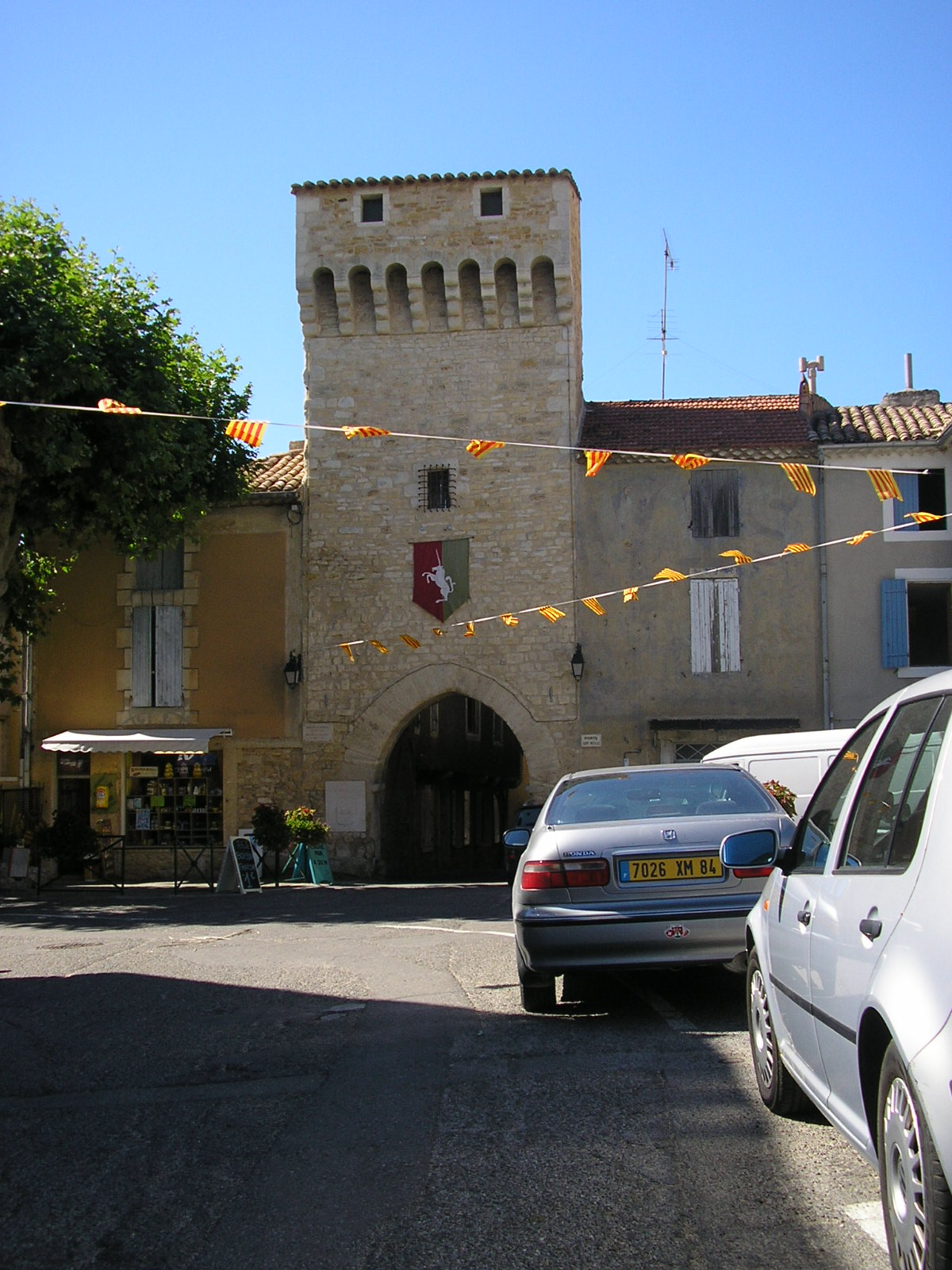
Mornas, la porte Saint-Nicolas.

### Mornas à l'époque médiévale
Le village est cité en 818 (Morenatuso) puis de nouveau en 1037 (Mornaz).

Au XIIe siècle, les comtes de Toulouse, ayant pris possession de la place, reconstruisent et renforcent la forteresse.

En 1229, avec le traité de Paris, Raymond VII, Comte de Toulouse, remet le Comtat Venaissin au Saint-Siège.

Mornas est ainsi seigneurie de l'archevêché d'Arles jusqu'en 1274, puis possession du Saint-Siège qui inféoda les terres à divers seigneurs.

En 1430, Pellegrin Brunelli, gentilhomme de la maison du pape Martin V doit capituler devant l'armée du cardinal de Foix.

### La période troublée des Guerres de Religion
Les guerres de Religion y furent particulièrement tragiques, notamment en inaugurant les fameuses « pertuisanades » : en 1562, les calvinistes du marquis de Montbrun s'emparèrent du château, massacrèrent femmes et enfants, et précipitèrent la garnison du haut des remparts sur les hallebardes hérissées en contrebas ; il y eut un seul rescapé à qui l'on fit grâce.

En 1568, la ville ayant été reprise par François de La Baume, le même sort fut réservé à la garnison protestante.

### DuXVIIesiècleà aujourd'hui
XVIIe siècle, ancien centre de la culture du tabac[réf. nécessaire].
Avant la Révolution française, la monarchie soutient la réaction seigneuriale par les édits de triage : le seigneur peut alberger le bois à un fermier qui le défriche, privant ainsi la communauté villageoise de sa ressource en bois.

## Politique et administration

### Liste des maires

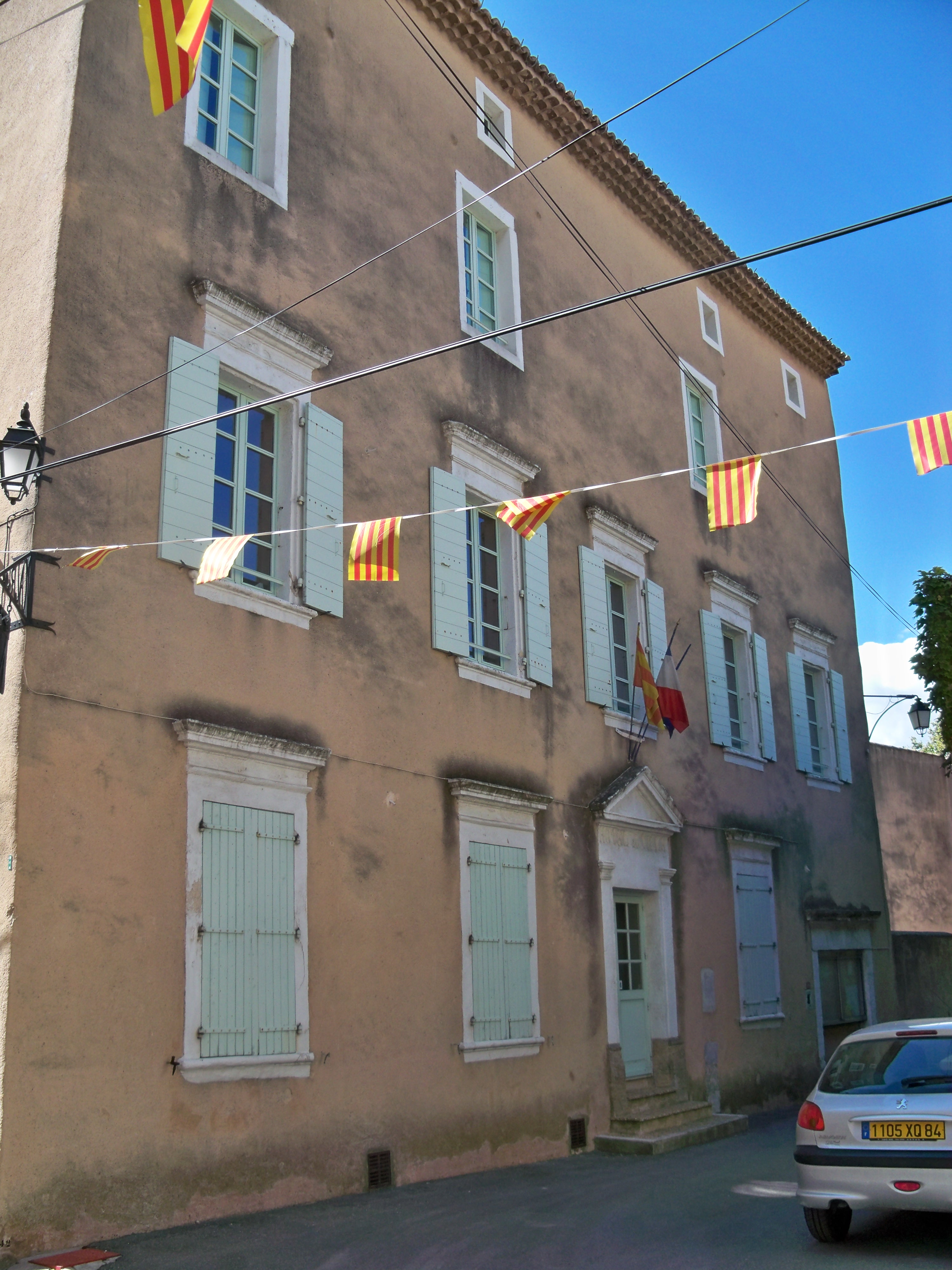
Mairie de Mornas.

| Période        | Période                     | Identité                       | Étiquette | Qualité |
| -------------- | --------------------------- | ------------------------------ | --------- | --- |
| 1792           | 1792                        | Étienne Bouchon                |           | |
| 1792           | 1794                        | Augustin Blanc                 |           | |
| 1794           | 1795                        | Pierre-Victor Demetrand        |           | |
| 1795           | 1797                        | Étienne Monnet                 |           | |
| 1797           | 1800                        | Jean-Joseph Girard             |           | |
| 1800           | 1807                        | Félix Fermin                   |           | |
| 1807           | 1813                        | François-Félix Pourchet        |           | |
| 1813           | 1828                        | Jean-François-Anselme Vincenti |           | |
| 1828           | 1830                        | Louis-Guilhaume Bouamour       |           | |
| 1830           | 1843                        | François-Pierre Pourchet       |           | |
| 1843           | 1848                        | Arnaud Plantin                 |           | |
| 1848           | 1848                        | Auguste Chandron               |           | |
| 1848           | 1849                        | Etienne Bouamour               |           | |
| 1849           | 1852                        | Eugène Pourchet                |           | |
| 1852           | 1858                        | Maurice Charamanle             |           | |
| 1858           | 1863                        | Alfred de Tourgon-Montbar      |           | |
| 1863           | 1869                        | Louis-Guilhaume Bouamour       |           | |
| 1869           | 1970                        | Honoré Reynaud                 |           | |
| 1870           | 1875                        | Eugène Pourchet                |           | |
| 1875           | 1876                        | Honoré Reynaud                 |           | |
| 1876           | 1877                        | Joseph Sabatier                |           | |
| 1877           | 1877                        | Honoré Reynaud                 |           | |
| 1877           | 1878                        | Ferdinand Joanin               |           | |
| 1878           | 1884                        | Joseph Sabatier                |           | |
| 1884           | 1885                        | Jean-Baptiste Jean             |           | |
| 1885           | 1908                        | Adolphe Chandron               |           | |
| 1908           | 1914                        | Paul Coulon                    |           | |
| 1914           | 1919                        | François Melluret              |           | |
| 1919           | 1934                        | Joseph Pereyrol                |           | |
| 1934           | 1935                        | Paul Boyer                     |           | |
| 1935           | 1944                        | Jean Caillet                   |           | |
| 1944           | 1954                        | Charles Pascal                 |           | |
| 1954           | 1977                        | Jean Duranton de Magny         |           | |
| 1977           | 1992                        | Claude Fontès                  |           | |
| 1992           | 1996                        | René Baugey                    |           | |
| 1996           | juillet 2020                | Denis Dussargues               | app. PCF  | Retraité de La Poste |
| 3 juillet 2020 | En cours (au 10 avril 2025) | Katy Ricard                    | SE        | Ancienne gérante de société 2e vice-présidente de la CCRLP Suppléante d'Anthony Zilio au Conseil départemental de Vaucluse |

## Démographie

### Évolution démographique
L'évolution du nombre d'habitants est connue à travers les recensements de la population effectués dans la commune depuis 1793. Pour les communes de moins de 10 000 habitants, une enquête de recensement portant sur toute la population est réalisée tous les cinq ans, les populations de référence des années intermédiaires étant quant à elles estimées par interpolation ou extrapolation. Pour la commune, le premier recensement exhaustif entrant dans le cadre du nouveau dispositif a été réalisé en 2007.

En 2022, la commune comptait 2 530 habitants, en évolution de +5,15 % par rapport à 2016 (Vaucluse : +1,73 %, France hors Mayotte : +2,11 %).
| 1793  | 1800  | 1806  | 1821  | 1831  | 1836  | 1841  | 1846  | 1851  |
| ----- | ----- | ----- | ----- | ----- | ----- | ----- | ----- | ----- |
| 1 325 | 1 472 | 1 451 | 1 688 | 1 668 | 1 720 | 1 715 | 1 800 | 1 792 |

| 1856  | 1861  | 1866  | 1872  | 1876  | 1881  | 1886  | 1891  | 1896  |
| ----- | ----- | ----- | ----- | ----- | ----- | ----- | ----- | ----- |
| 1 735 | 1 658 | 1 606 | 1 462 | 1 391 | 1 420 | 1 346 | 1 287 | 1 237 |

| 1901  | 1906  | 1911  | 1921 | 1926 | 1931 | 1936 | 1946 | 1954 |
| ----- | ----- | ----- | ---- | ---- | ---- | ---- | ---- | ---- |
| 1 150 | 1 169 | 1 127 | 942  | 919  | 874  | 861  | 805  | 840  |

| 1962 | 1968  | 1975  | 1982  | 1990  | 1999  | 2006  | 2007  | 2012  |
| ---- | ----- | ----- | ----- | ----- | ----- | ----- | ----- | ----- |
| 915  | 1 103 | 1 189 | 1 737 | 2 087 | 2 209 | 2 243 | 2 248 | 2 334 |

| 2017  | 2022  | - | - | - | - | - | - | - |
| ----- | ----- | - | - | - | - | - | - | - |
| 2 407 | 2 530 | - | - | - | - | - | - | - |

## Économie

### Industrie
Sur la commune se trouvent plusieurs carrières de pierre à chaux.

### Tourisme
Comme de nombreuses communes de Vaucluse, le tourisme joue un rôle non négligeable dans l'économie locale.
Outre quelques gîtes ou chambres d'hôtes, on peut noter sur la commune un camping et deux hôtels.
Le château se visite (animations touristiques).

### Agriculture
Sur la commune se pratiquent des cultures fruitières et maraichères variées, facilitées par la proximité des eaux du Rhône.
À noter la présence d'au moins deux pépinières viticoles. Le vignoble produit des vins classés en côtes-du-rhône. Les vins qui ne sont pas en appellation d'origine contrôlée peuvent revendiquer, après agrément, le label vin de pays de la Principauté d'Orange.

## Équipements ou Services
Ce village de plus de 2 000 habitants dispose de son bureau de poste et d'une bibliothèque municipale.

### Enseignement
Les habitants de la commune de Mornas pour l'éducation de leurs enfants disposent d'une crèche, d'une école maternelle et d'une école primaire.
En outre, elle propose les services d'une garderie.

### Sports
Tennis club, centre d'équitation, club de football.

### Santé
D'un point de vue santé, les habitants peuvent bénéficier des services d'un médecin généraliste, d'un dentiste, de cabinets de kinésithérapeutes.
La commune dispose aussi de sa propre pharmacie.

## Vie locale
Tout petits commerces sur place (épicerie, boucherie, etc.), salons de coiffure, auto-école, etc.
Foyer 3e âge, plusieurs associations (Couleurs Mornas...).

### Cultes
Le culte principal pratiqué sur la commune est le culte catholique (églises et cimetière).
La paroisse catholique fait partie du diocèse d'Avignon, doyenné d'Orange Bollène.

### Environnement
La communauté de communes Rhône-Lez-Provence a dans ses compétences la « protection et mise en valeur de l'environnement ». Dans le cadre de la communauté de communes, les habitants peuvent utiliser une déchèterie qui se situe sur la commune de Mondragon.

## Culture locale et patrimoine

### Lieux et monuments

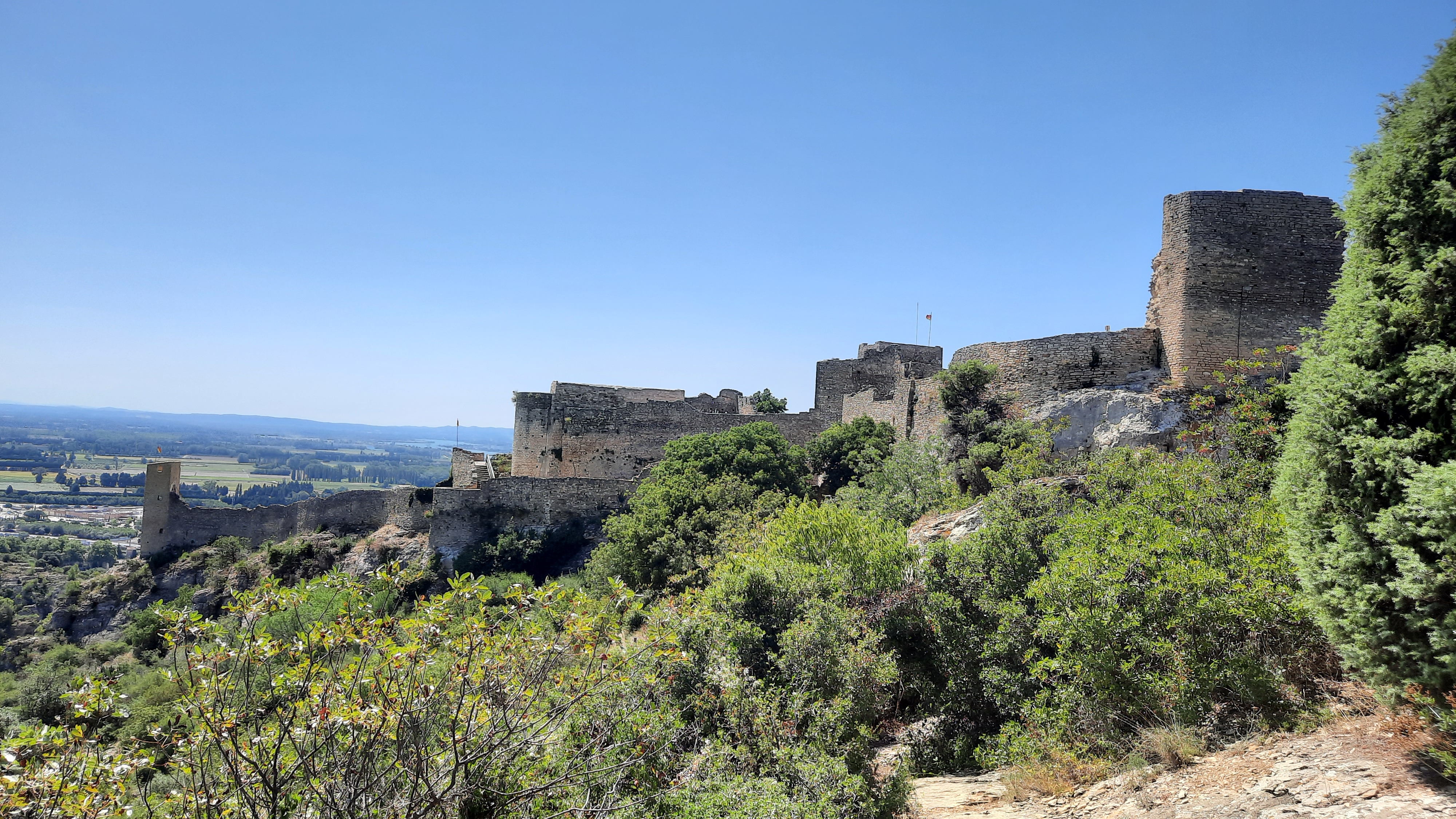
La forteresse de Mornas.

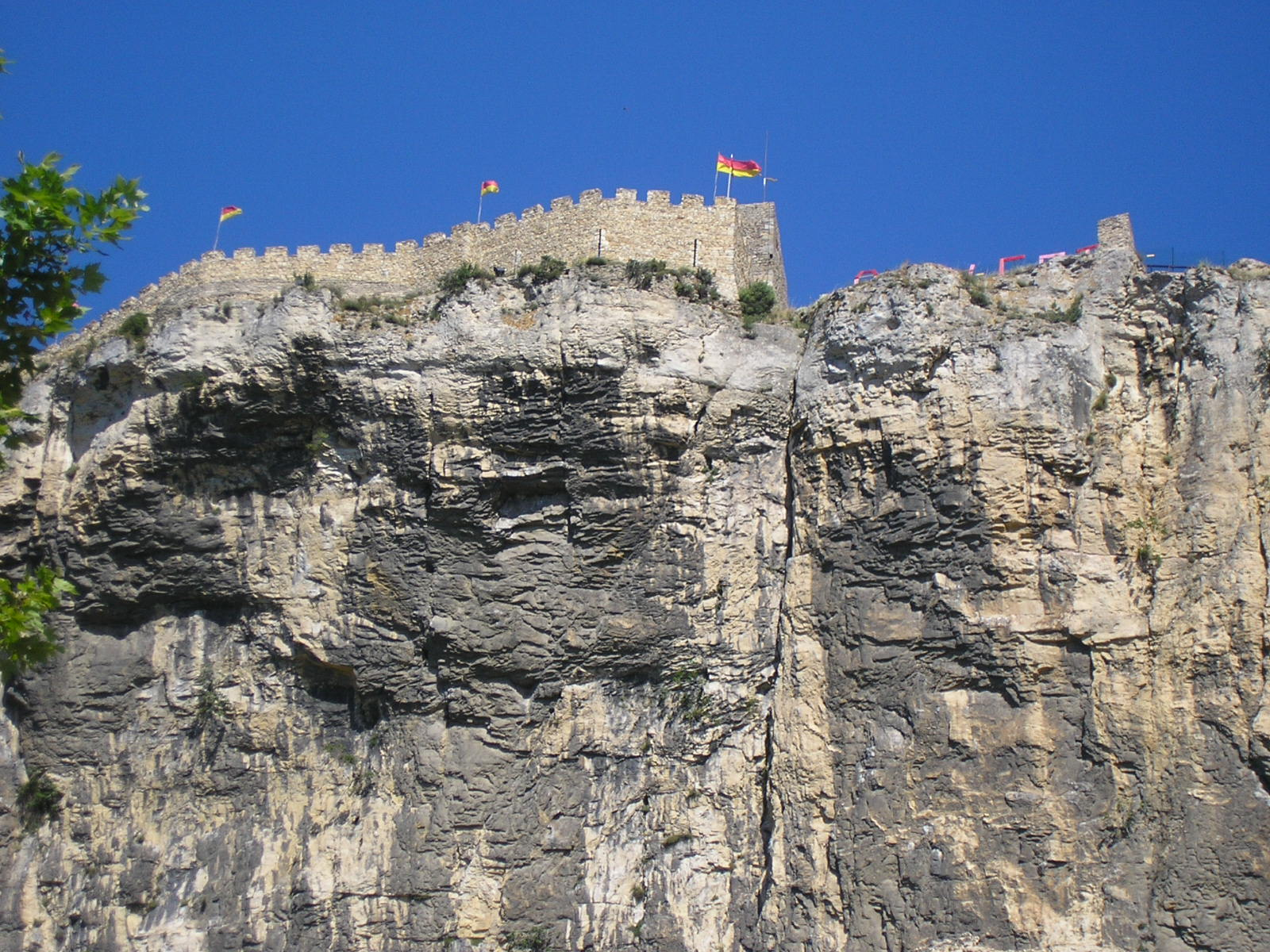
Château de Mornas.

- Le château (forteresse médiévale) de Mornas, visible depuis l'autoroute

- Église de Val Romigier (XIe et XIIe siècles). L'édifice a été classé au titre des monuments historiques en 1910[24].

- Église Saint-Georges (XIXe siècle).
- Portes Saint-Nicolas-et-Saint-Pierre.
- Fortifications / remparts.
- Chapelle Sainte-Baudile.

La chapelle Sainte-Baudile
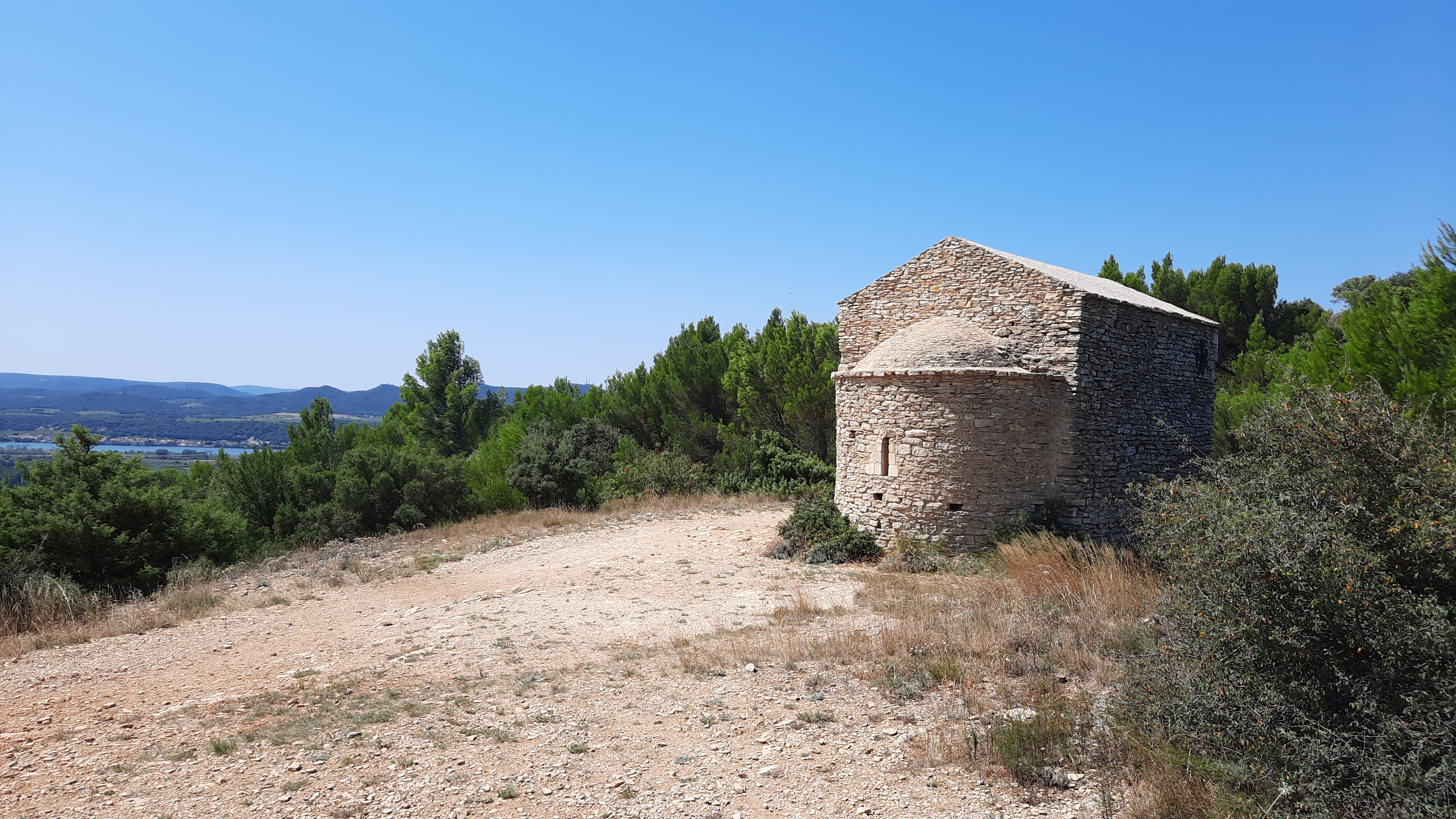
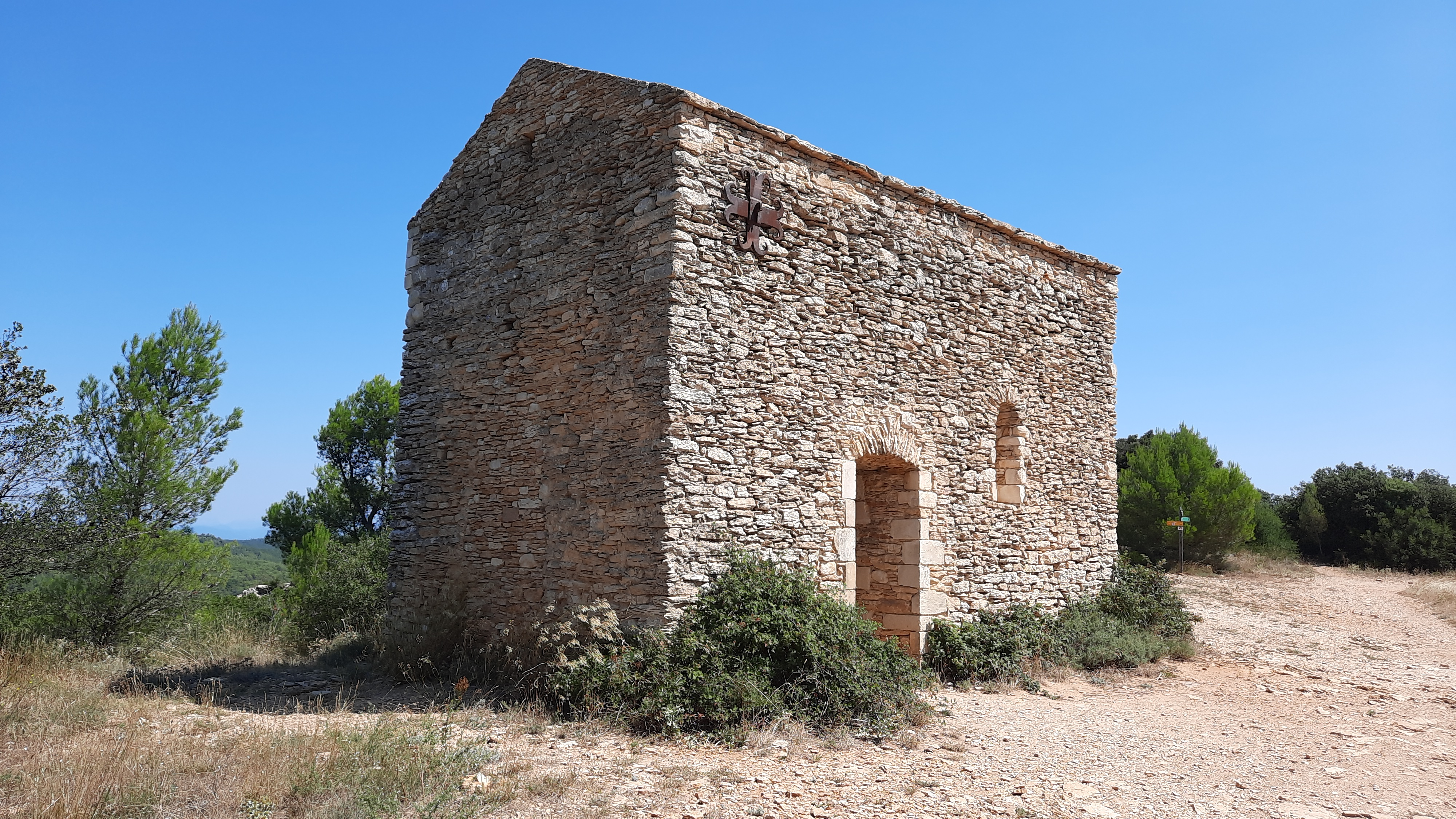

- Chapelle Saint-Pierre.
- Chapelle Saint-Siffrein.
- Sculpture celtique du Lion de Mornas, représentant un monstre à face humaine, trouvée dans la chapelle des Pénitents Blancs et maintenant au musée lapidaire d'Avignon[1].

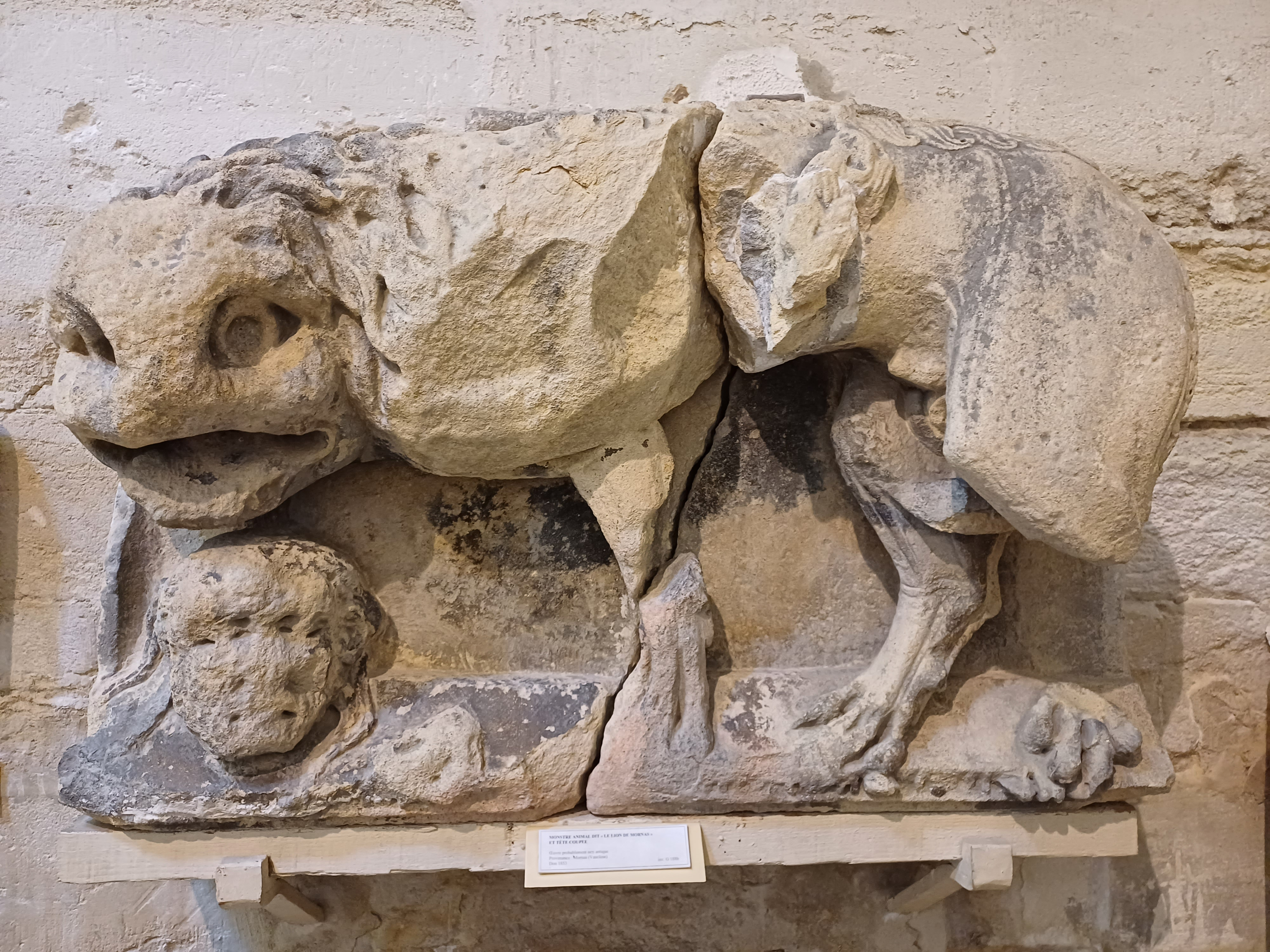
Le Lion of Mornas conservé au musée lapidaire d'Avignon.

Patrimoine de Mornas
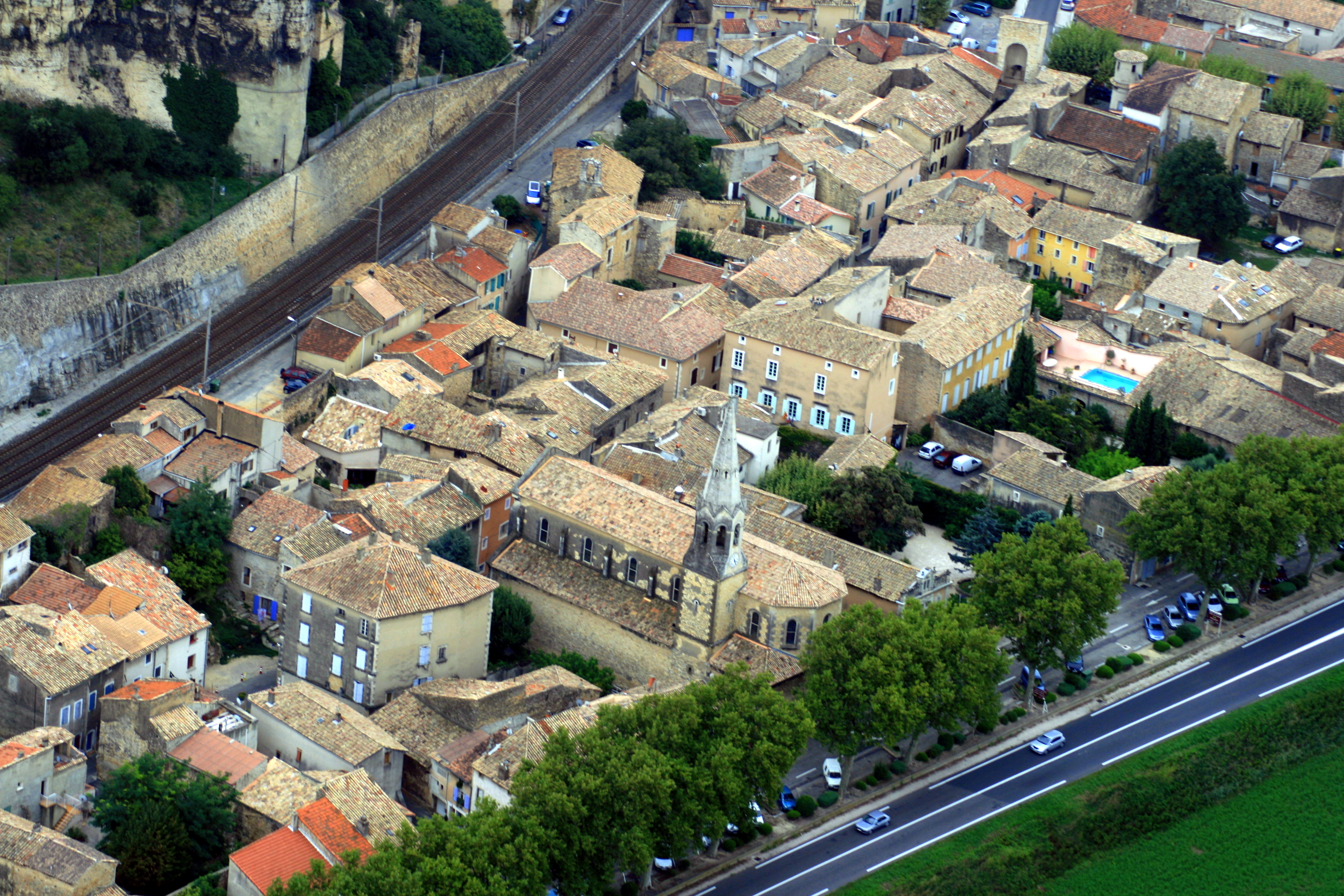
Le village entre route et chemin de fer.
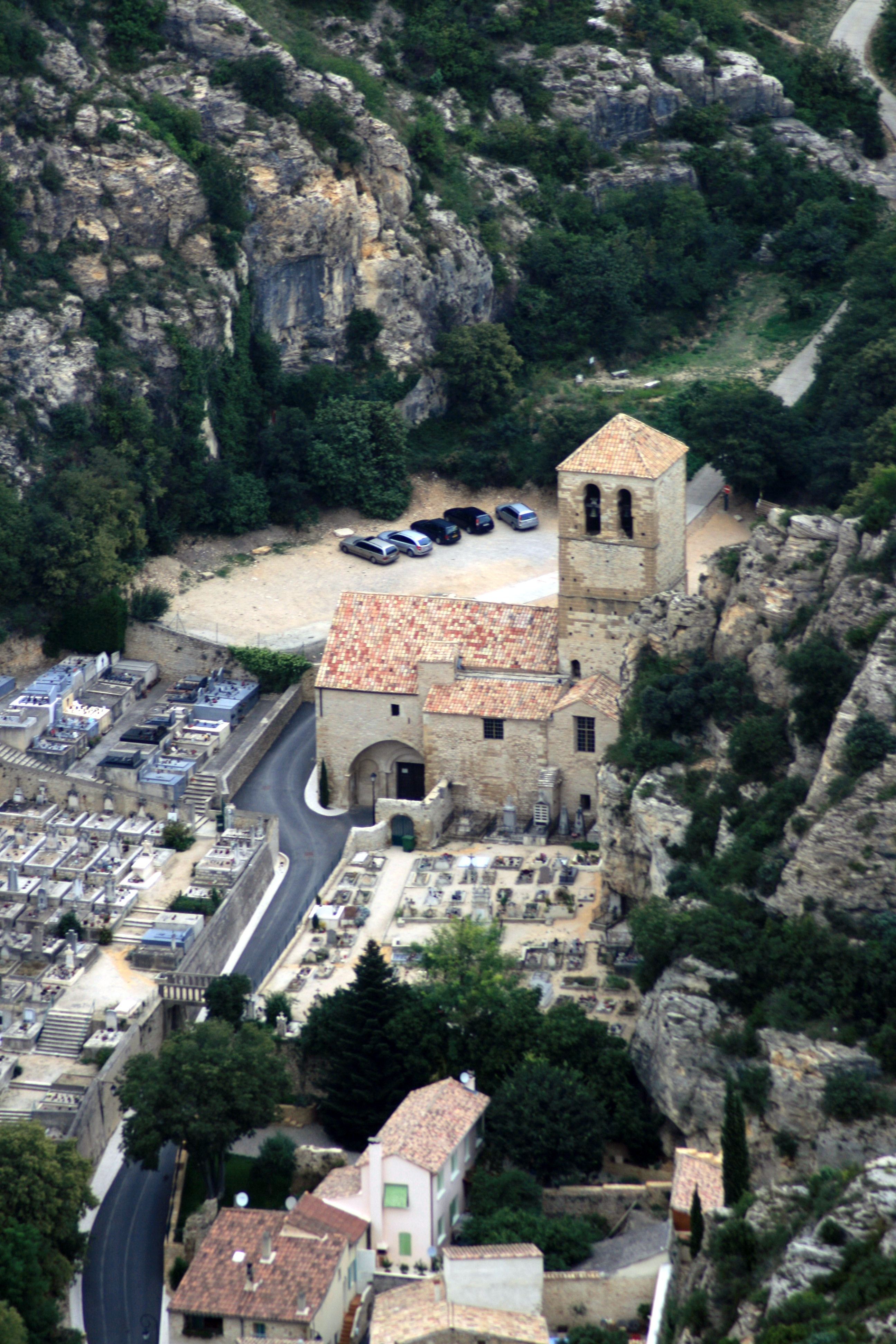
Vue sur l'église Notre-Dame et le cimetière.
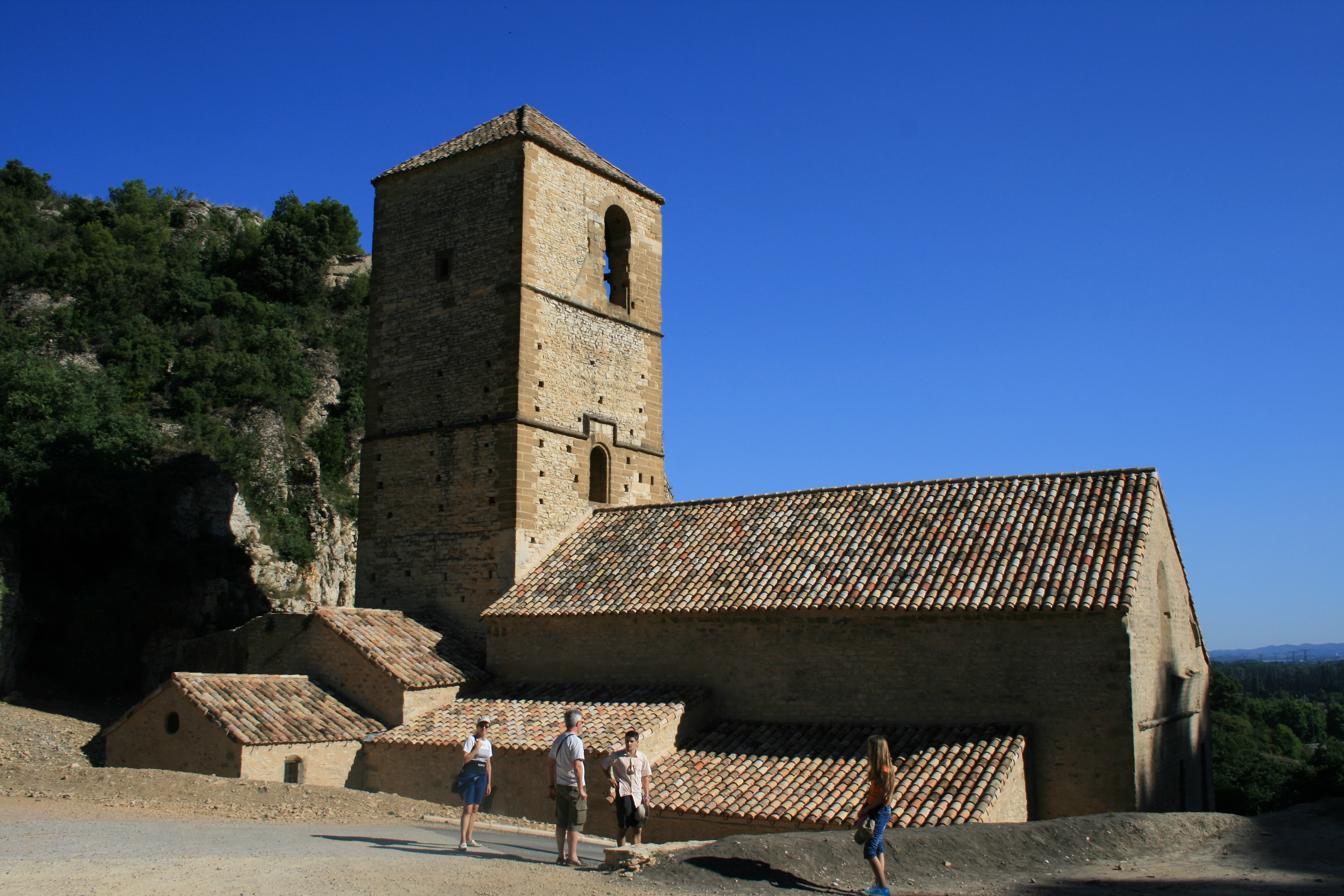
Une église gothique qui surplombe le village.
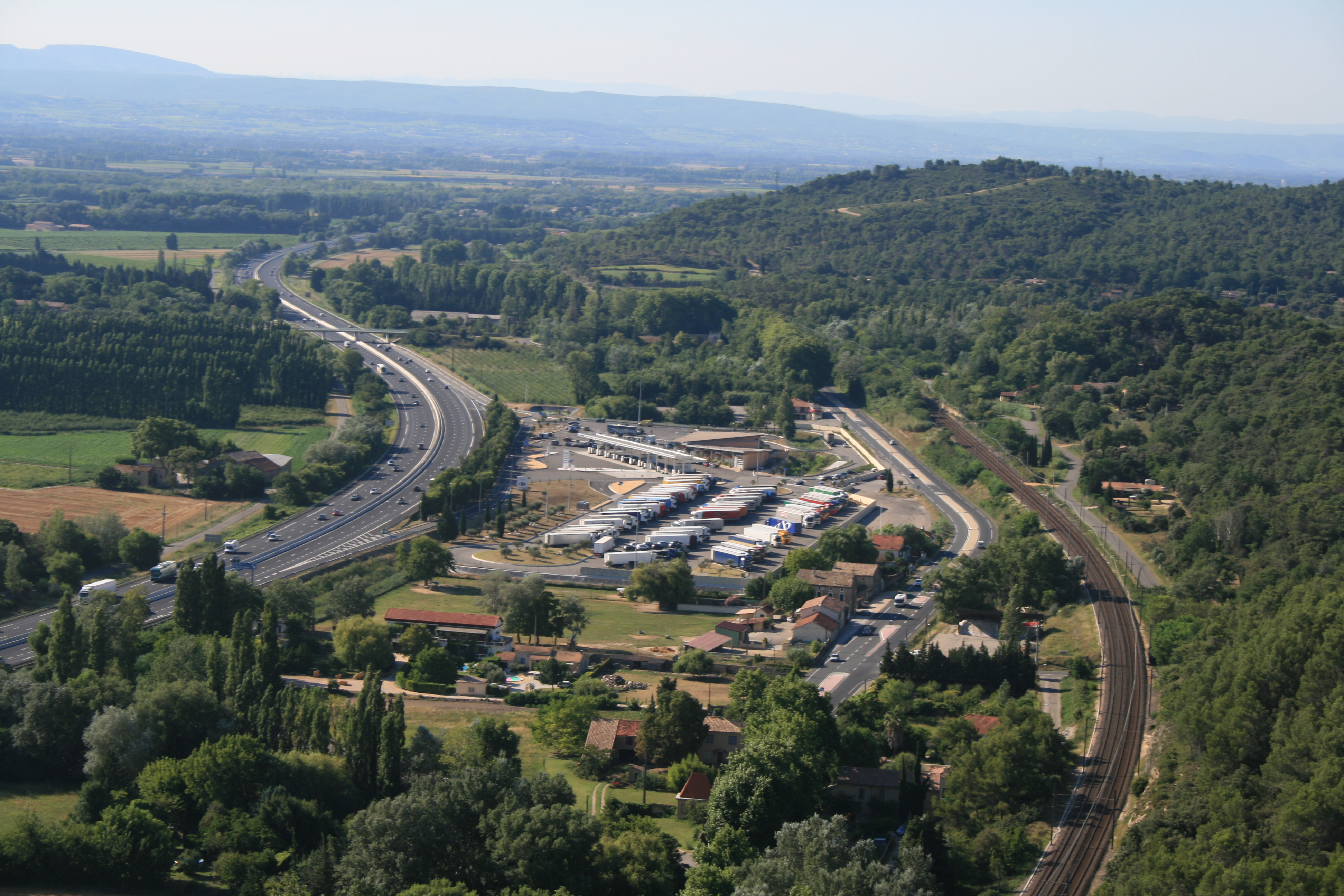
Une aire autoroutière bien fréquentée.
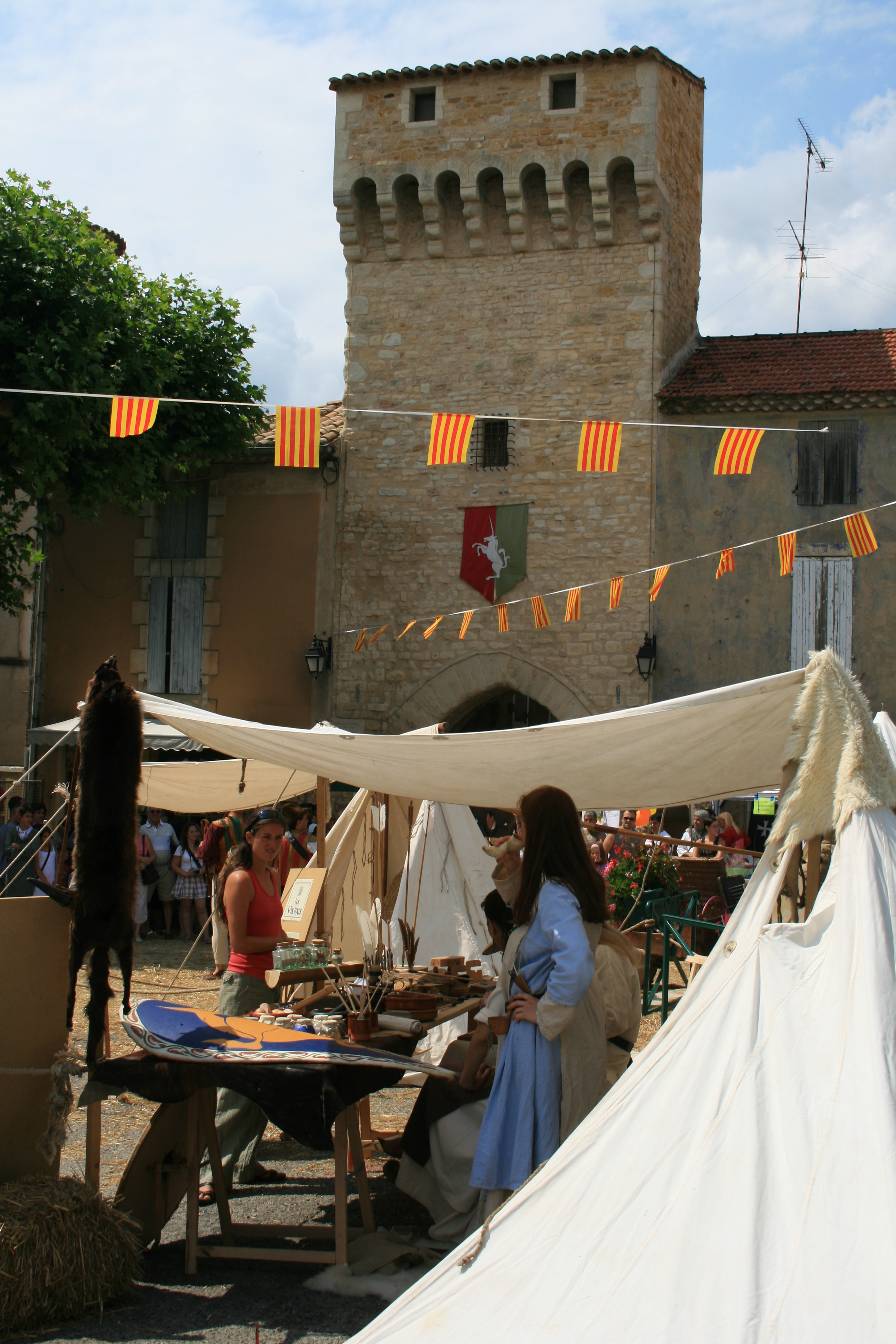
La fête médiévale en été.
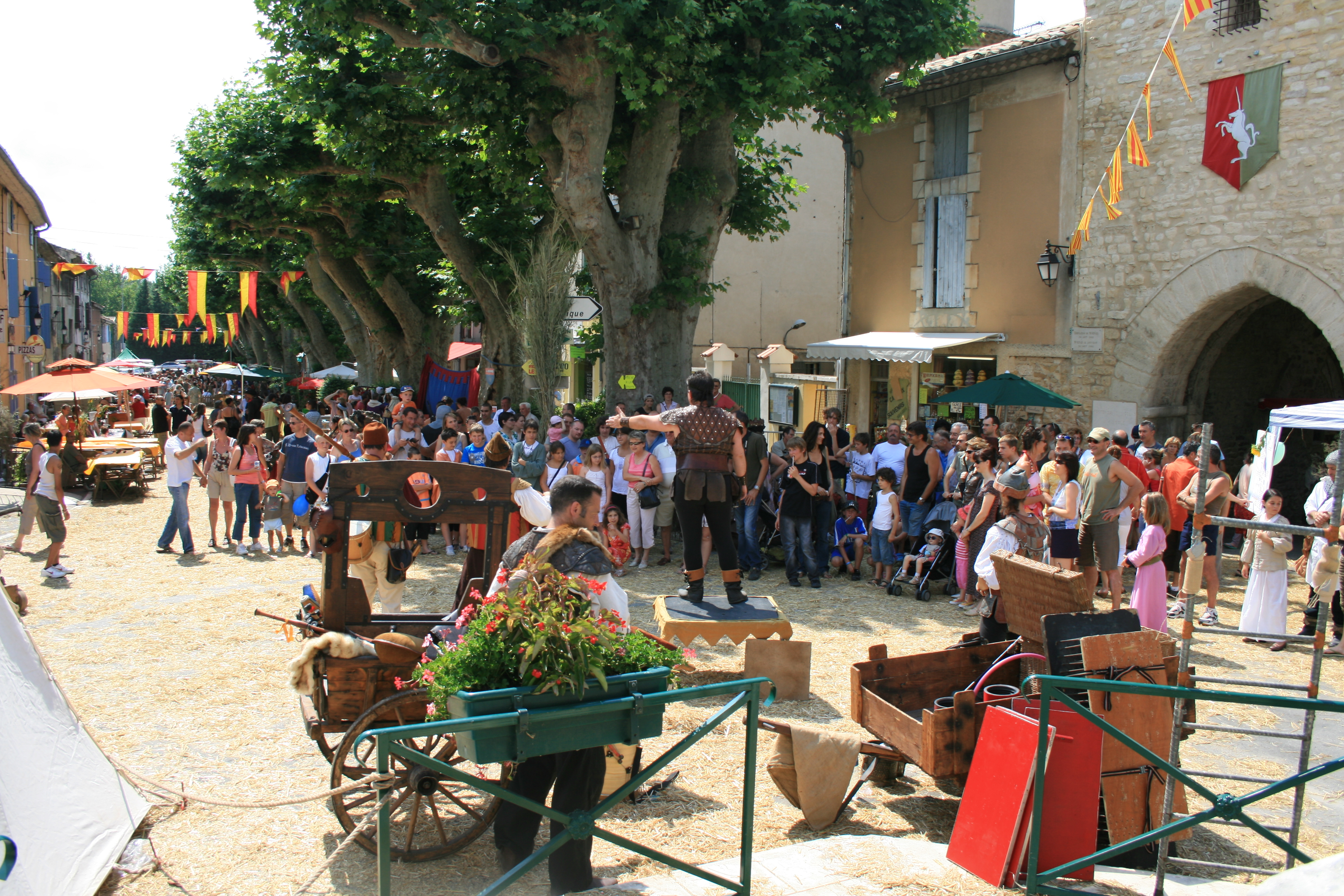
Les troupes complices de la population et visiteurs.
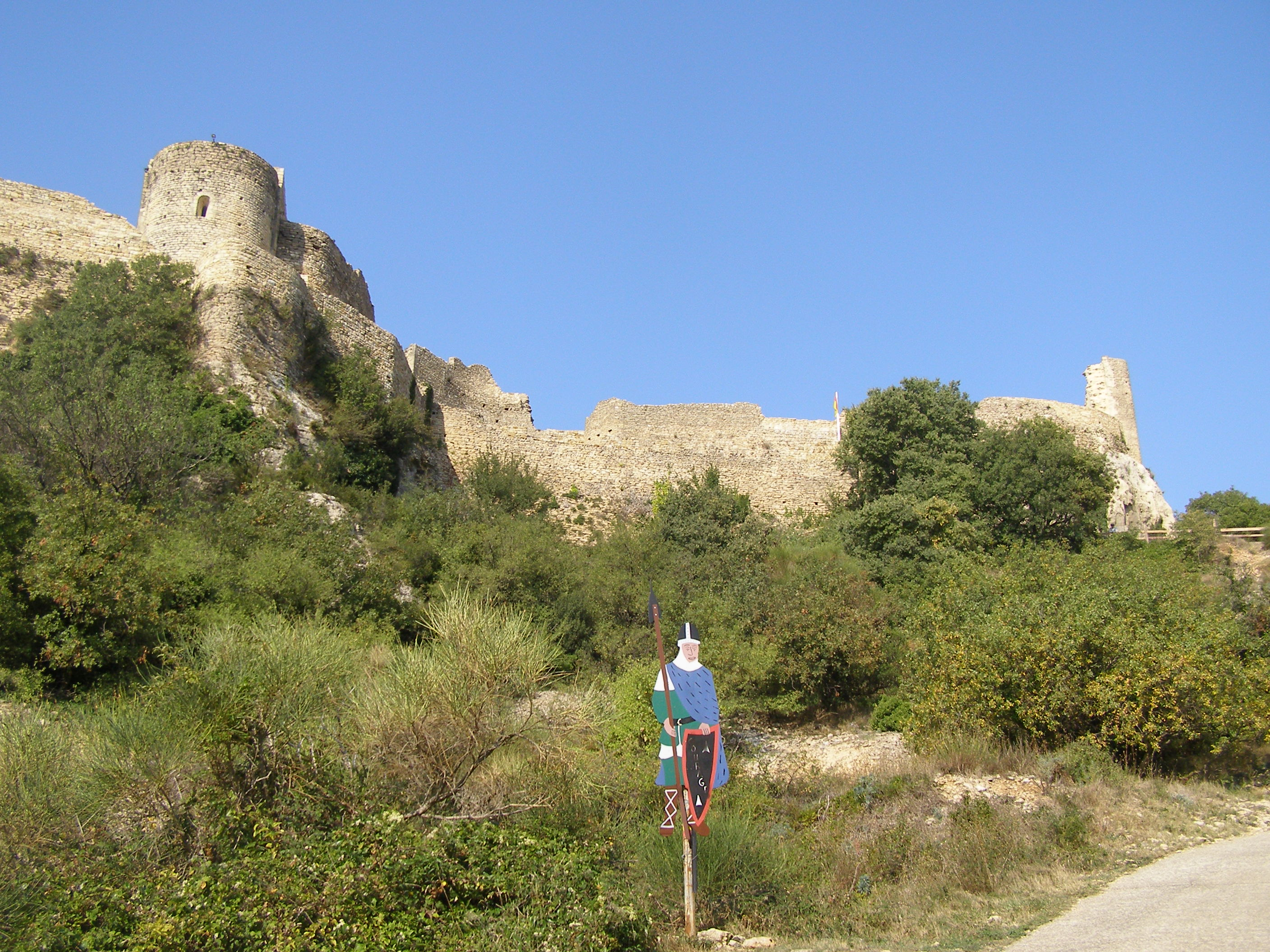
Vue extérieure de la forteresse.
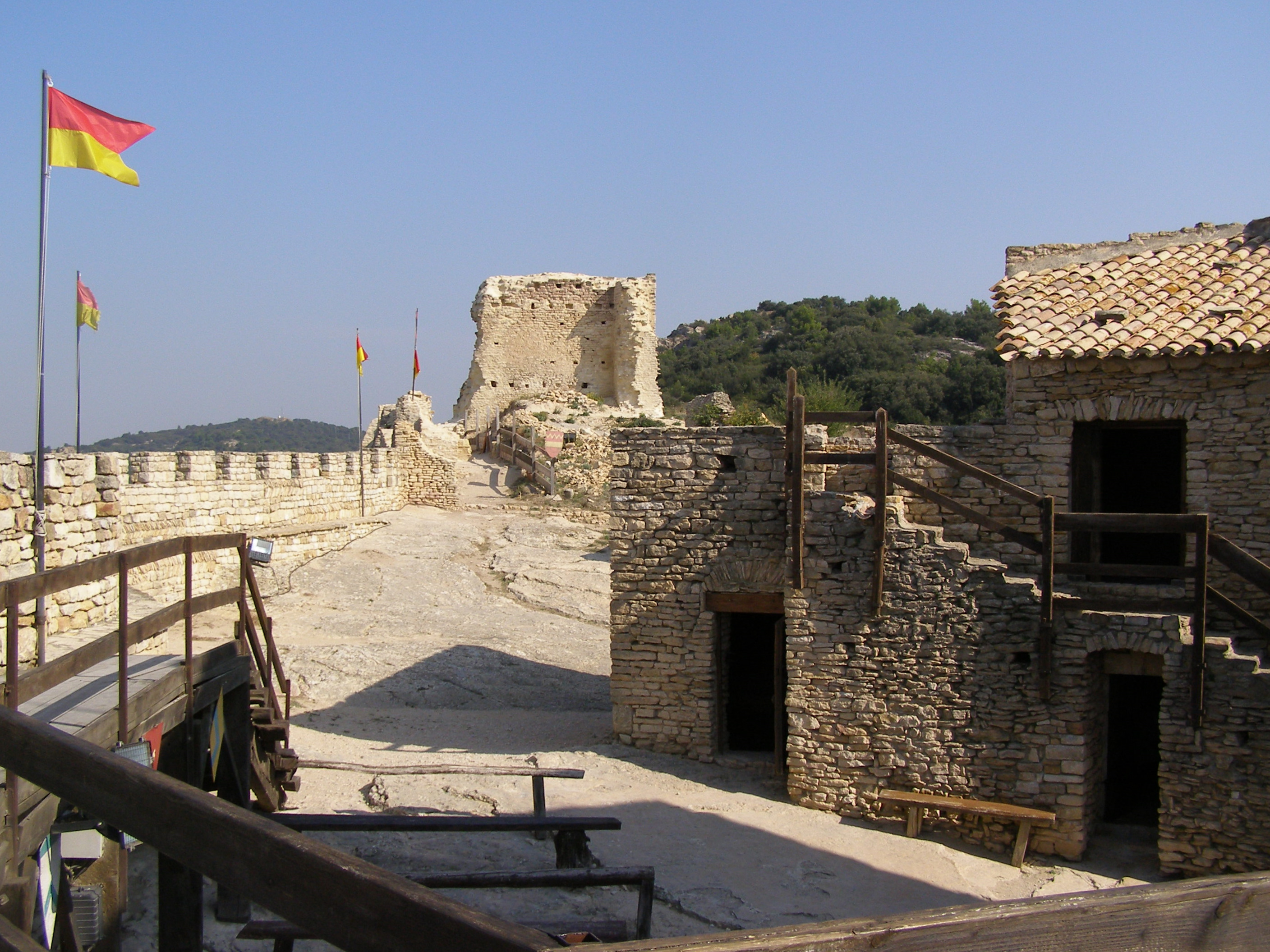
Vue de l'Intérieur de la forteresse.
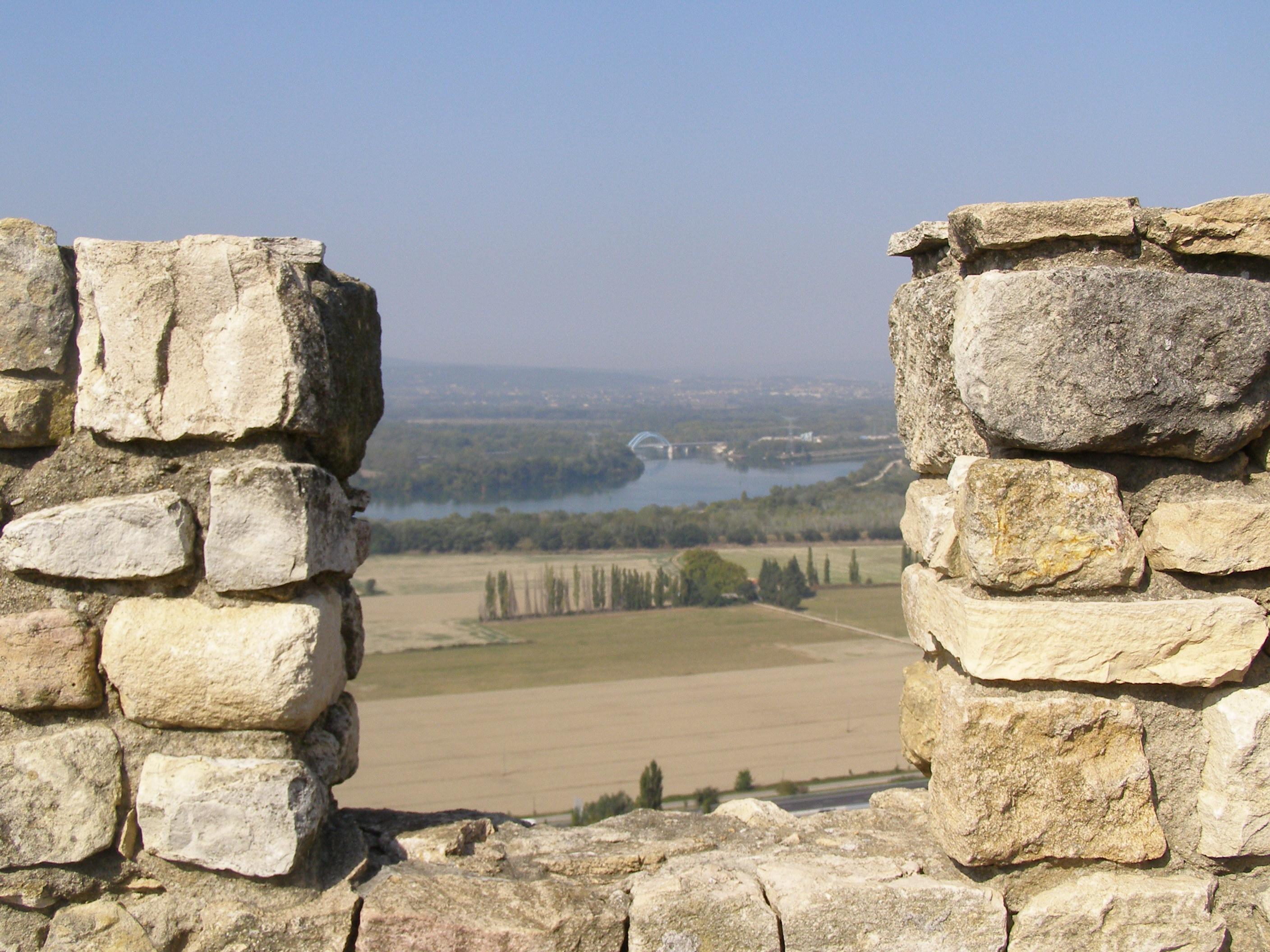
Vue sur la vallée du Rhône depuis les remparts de la forteresse.

### Personnalités liées à la commune
- Berceau de la famille d'Albert de Luynes.
- Thierry Bacconnier (1963-2007), footballeur français, y est décédé.

### Héraldique
|  | Mornas - blason actuel Il se décrit ainsi : d'azur à la lettre M d'or, au chef cousu de gueules, chargé d'une clef aussi d'or et d'une clef d'argent passées en sautoir. Les clefs d'or et d'argent, emblème de la papauté, sont courantes dans le Comtat Venaissin qui fut longtemps un état pontifical. |

|  | Mornas - ancien blason Il se décrit ainsi : de gueules, à deux clefs d'argent, passées en sautoir. |